# Chironomus elatior
Chironomus elatior är en tvåvingeart som beskrevs av Jean-Jacques Kieffer 1916. Chironomus elatior ingår i släktet Chironomus och familjen fjädermyggor.
Artens utbredningsområde är Tyskland. Inga underarter finns listade i Catalogue of Life.